# 蔣家駿
蔣家駿，香港導演，曾拍攝多部電視劇及電影，知名作品有電影《廟街十二少》、電視劇《壹號皇庭》、《牽牛的夏天》、《愛情悠悠藥草香》 、《射鵰英雄傳》等。
蔣家駿在1979年加入香港麗的電視（亞洲電視前身）任職助理編導，1983年升任為編導至1984年離開亞洲電視到台灣發展。1986年返回香港加入無綫電視（TVB）任職高級編導至1992年離開執導拍攝電影。现工作重心在中国大陆，拍摄电视剧为主。

## 個人生活
1988年，蔣家駿與演員毛舜筠結婚，二人於1994年離婚。

## 電視劇
- 1986年《新絕代雙驕》
- 1997年《千秋家國夢》
- 1998年《上海探戈》
- 1999年《兒女英雄傳》
- 2000年《風雲歲月》
- 2001年《老爸向前衝》
- 2003年《男才女貌》
- 2005年《女才男貌》
- 2006年《美麗新天地》
- 2007年《愛情新呼吸》《為你燃燒》
- 2008年《現代美女》《愛情佔線》《傷城之戀》
- 2009年《醜女無敵2》
- 2010年《神話》《無懈可擊之美女如雲》
- 2011年《香格里拉》《無懈可擊之高手如林》
- 2012年《偏偏愛上你》《牽牛的夏天》《我的經濟適用男》
- 2013年《夢想合夥人》《等待綻放》《愛情悠悠藥草香》
- 2014年 《愛的婦產科》《愛情回來了》 《格子間女人》
- 2015年《碧血書香夢》《最佳前男友》《烏鴉嘴妙女郎》
- 2016年《尋找愛的冒險》
- 2017年《射鵰英雄傳》《國士無雙黃飛鴻》《艷骨》
- 2019年《倚天屠龍記》《歸還世界給你》
- 2020年《燕云台》
- 2023年《玉骨遙》
- 未播《愛讓我們在一起》(2014年拍攝)

## 電影
- 1992年《廟街十二少》
- 1993年《整蠱神仙》
- 1994年《一線生機》
- 1995年《野性的邂逅》
- 1996年《夢幻拍檔》《殺手三分半鐘》
- 1998年《偷窺刑警》
- 2007年《青蘋果》

## 外部連結
- 资料：蒋家骏简介 （页面存档备份，存于） - 新浪娱乐